# Joe Martin Stage Race
A Joe Martin Stage Race, é uma carreira ciclista por etapas estadounidense que se disputa nos arredores de Fayetteville, Arkansas. Foi criada em 1978 com o nome de Fayetteville Spring Classic. Foi renomeada como Joe Martin Stage Race em 1989, em homenagem ao seu director de carreira Joe Martin, falecido em 1988. Está organizada por um clube ciclista local, o Fayetteville Wheelmen / Tyson Racing cycling team, e pela sociedade All Sports Productions.
A Joe Martin Stage Race faz parte do USA Cycling National Racing Calendar e a partir do 2015 integrou-se no UCI America Tour, na categoria 2.2.

## Palmarés
| Ano  | Vencedor          | Segundo            | Terceiro           |           |
| ---- | ----------------- | ------------------ | ------------------ | --------- |
| 1996 | Thurlow Rogers    |                    |                    |           |
| 1997 | Kevin Ross        |                    |                    |           |
| 1998 | Shane Thellman    |                    |                    |           |
| 1999 | John Matthews     |                    |                    |           |
| 2000 | Erin Hartwell     |                    |                    |           |
| 2001 | Steven Cate       |                    |                    |           |
| 2002 | Gustavo Carrillo  |                    |                    |           |
| 2003 | Jason McCartney   | Eric Wohlberg      | Benjamin Brooks    |           |
| 2004 | Adam Bergman      | Peter Fairbanks    | Benjamin Brooks    |           |
| 2005 | Scott Moninger    | Karl Menzies       | Benjamin Brooks    |           |
| 2006 | Gord Fraser       | Ivan Stević        | Scott Moninger     |           |
| 2007 | Rory Sutherland   | Ivan Stević        | Chris Baldwin      |           |
| 2008 | Rory Sutherland   | Anthony Colby      | Bernard Van Ulden  |           |
| 2009 | Rory Sutherland   | Ben Jacques-Maynes | Jeremy Vennell     |           |
| 2010 | Luis Amarán       | Ben Jacques-Maynes | Jeremy Vennell     |           |
| 2011 | Frank Pipp        | Jeremy Vennell     | César Grajales     |           |
| 2012 | Francisco Mancebo | Shawn Milne        | César Grajales     |           |
| 2013 | Chad Haga         | Francisco Mancebo  | Julian Kyer        |           |
| 2014 | Ian Crane         | Ryan Roth          | Ben Jacques-Maynes |           |
| 2015 | John Murphy       | Gregory Brenes     | Robinson Chalapud  |           |
| 2016 | Neilson Powless   | Nigel Ellsay       | Janier Acevedo     |           |
| 2017 | Robin Carpenter   | Adam de Vos        | Gavin Mannion      |           |
| 2018 | Rubén Companioni  | Brendan Rhim       | Lionel Mawditt     |           |
| 2019 | Stephen Bassett   | James Piccoli      | Alex Hoehn         |           |
| 2020 | cancelado         | cancelado          | cancelado          | cancelado |
| 2021 | Tyler Williams    | Gage Hecht         | Óscar Sevilla      |           |
| 2022 | Jonathan Clarke   | Noah Granigan      | Tyler Stites       |           |
| 2023 | Riley Sheehan     | Tyler Stites       | Kyle Murphy        |           |

## Palmarés por países
| País           | Vitórias |
| -------------- | -------- |
| Estados Unidos | 15       |
| Austrália      | 3        |
| Canadá         | 2        |
| Cuba           | 2        |
| Espanha        | 1        |
| Guatemala      | 1        |